# Territ menut siberià
El territ menut siberià (Calidris subminuta) és una espècie d'ocell de la família dels escolopàcids (Scolopacidae) que en estiu habita la tundra a diferents indrets de Sibèria i les illes Kurils i del Comandant. En hivern habita al Sud-est asiàtic i Austràlia.